# Santa Teresa di Riva
Pour les articles homonymes, voir Riva.
Santa Teresa di Riva est une commune italienne de la province de Messine, dans la région Sicile. 
Elle se situe à peu près à 15 km de Taormine. Sa population est de 9 242 habitants.
 Initialement Marina di Savoca, elle fut renommée par Marie-Thérèse d'Autriche en 1854. 
Cette commune est jumelée avec la ville française de Fuveau, située dans le pays d'Aix.

## Administration
Contiene solo i sindaci a partire dal 1938 e fino ai giorni nostri, per conoscere i sindaci dal 1854 al 1938 si veda la pagina it:Sindaci di Santa Teresa di Riva su wikipedia in italiano.
| Période                                  | Période  | Identité                      | Étiquette    | Qualité  |
| ---------------------------------------- | -------- | ----------------------------- | ------------ | -------- |
| 1938                                     | 1944     | Angelo Trimarchi              | PNF          | Podestat |
| 1944                                     | 1946     | Antonino Crisafulli           |              | maire    |
| 1946                                     | 1946     | Vittorio Caminiti             | PLI          | maire    |
| 1946                                     | 1949     | Giuseppe Trimarchi            | PLI          | maire    |
| 1949                                     | 1962     | Angelo Trimarchi              | PLI          | maire    |
| 1962                                     | 1967     | Giuseppe Caminiti             | DC           | maire    |
| 1967                                     | 1969     | Angelo Trimarchi              | PLI          | maire    |
| 1969                                     | 1976     | Carmelo Jaria                 | DC           | maire    |
| 1976                                     | 1978     | Salvatore Aliberti            | PSDI         | maire    |
| 1978                                     | 1979     | Francesco Rigano              | PSI          | maire    |
| 1980                                     | 1989     | Carmelo Jaria                 | DC           | maire    |
| 1989                                     | 1989     | Pinella Aliberti              | DC           | maire    |
| 1990                                     | 1992     | Antonino Muscolino            | DC           | maire    |
| 1992                                     | 2003     | Antonino Salvatore Bartolotta | UDC          | maire    |
| 2003                                     | 2003     | Alberto Morabito              | FI           | maire    |
| 2004                                     | 2007     | Carlo Umberto Lo Schiavo      | FI           | maire    |
| 2007                                     | 2012     | Alberto Morabito              | PDL          | maire    |
| 2012                                     | En cours | Cateno De Luca                | Sicilia VERA | maire    |
| Les données manquantes sont à compléter. |          |                               |              |          |

### Communes limitrophes
Casalvecchio Siculo, Furci Siculo, Sant'Alessio Siculo, Savoca